# Mikulići (Konavle)
Mikulići su naselje smješteno na krajnjem jugu Hrvatske, u istočnom dijelu Općine Konavle u Dubrovačko-neretvanskoj županiji.

## Zemljopisni položaj
Naselje je između naselja Poljice, Pločice, Đurinići i Molunat.  Selo je smješteno na padinama okrenutim moru na oko 1000 m udaljenosti od morske obale, a prosječna nadmorska visina je od oko 300 m. Od Dubrovnika je udaljeno 36 km, a od Zračne luke Dubrovnik 16 km.

## Prirodne značajke
Selo je svojim položajem južno orijentirano. Smješteno je u pretežito krškom kraju, okruženo šumama i pašnjacima u kojim prevladava nisko mediteransko raslinje, čempresi, masline i smokve.  Klimatska obilježja su blaga, izrazito mediteranska.

## Povijest
Predio Mikulići bio je nastanjen još u doba Ilira (Ardijejci, Enhelejci), o čemu svjedoči velika ilirska gomila smještena na najvišoj točki sela, nadomak crkve Sv. Đurđa.
Ime naselja Mikulići spominje u povijesnim izvorima još 1420. godine u zapisima iz doba Dubrovačke Republike. Prema popisu pučanstva iz 1549. godine Mikulići su imali 264 žitelja.
U burnoj prošlosti Konavala, Mikulići su bili više puta razoreni upadima iz susjednih zemalja, posebice 1806. kad su rusko-crnogorske postrojbe za vrijeme Napoleonskih ratova spalile selo, te u posljednjem Domovinskom ratu kada je tijekom okupacije JNA i četničkih postrojba stanovništvo protjerano, a većina kuća popljačkana, spaljena i uništena.

## Gospodarstvo
U prošlosti su se Mikuljani bavili pretežito poljodjelstvom. Uzgoj maslina, vinove loze i smokava, povrtlarstvo te sitno stočarstvo bili su glavni izvori obiteljskih prihoda. Posljedice okupacije tijekom Domovinskog rata prekinule su mnoge gospodarstvene aktivnosti vezane uz poljoprivredu.
Danas se uz tradicionalno poljodjelstvo gospodarska djelatnost sve više okreće prema raznim oblicima turizma, posebice agroturizmu i ruralnom turizmu. 

## Znamenitosti
Od kulturno-povijesnih znamenitosti u Mikulićima vrijedi istaknuti romaničku crkvu Sv. Đurđa i nekoliko Ilirskih gomila starih preko 2 000 godina, od kojih najveća svojim položajem dominira selom i okolicom, a s nje se pruža prelijep pogled na ostale gomile, selo i morsku obalu.
U najnovije vrijeme pokrenuta su speleološka istraživanja špilje u selu Mikulići, te arheološko istraživanje spomenutih ilirskih gomila.

## Stanovništvo
Prema popisu stanovnika iz 2011. godine u Mikulićima živi 88 žitelja.
| broj stanovnika |       |       | 227   | 265   | 267   | 230   | 200   | 219   | 181   | 175   | 161   | 159   | 147   | 116   | 105   | 88    | 66    |
|                 | 1857. | 1869. | 1880. | 1890. | 1900. | 1910. | 1921. | 1931. | 1948. | 1953. | 1961. | 1971. | 1981. | 1991. | 2001. | 2011. | 2021. |

## Vanjske poveznice
- Općina Konavle
- Turistička Zajednica Cavtat - Konavle
- Turizam u Mikulićima[neaktivna poveznica]